# Etylon
Etylon (bk-MDEA) – organiczny związek chemiczny, empatogenna substancja psychoaktywna, syntezowany z safrolu, tak jak bk-MDMA, którego jest analogiem. 

Przeczytaj ostrzeżenie dotyczące informacji medycznych i pokrewnych zamieszczonych w Wikipedii.